# Mouramani
Pour plus de détails, voir Fiche technique et Distribution.
Mouramani légende noire, est un film guinéen réalisé par Mamadou Touré, sorti en 1953,.
Il s'agit du premier film du cinéma guinéen.

## Synopsis
Le film étant perdu, il est difficile d'en connaître le contenu. Tourné en France, il retracerait l'itinéraire du patriarche Abdouramane Kaba dit Mouramani que le titre qualifie de légende. Venu de Diafounou (près de Nioro, Mali), il s'installe à Diankana (en Haute-Guinée) vers 1690, avec des marchands et soldats sarakholés qui adoptent la culture malinké, pour créer le royaume musulman de Baté dans la région de Kankan et Fodékaria.
Selon des sources anglo-saxonnes, il s'agirait d’un conte sur un chien et son maître adapté de la légende de Sinimory qui porte différents noms en Afrique de l'Ouest, notamment Mouramani en Guinée.

## Fiche technique
- Titre original : Mouramani, légende noire
- Titre français : Mouramani
- Réalisateur : Mamadou Touré
- Scénario : Mamadou Touré
- Production : Mamadou Touré

## Distribution
- Mamadou Touré
- Fatou Martin
- José Vanoukia
- Léo N'diaye

## Réception
Paulin Soumanou Vieyra indique que le film est tourné dans un décor africain reconstitué. Il le qualifie de légende africaine, « un très beau documentaire en 16 mm ».
Jean de Baroncelli évoque en 1955 dans Le Monde sa présentation lors d'une séance du cinéma d'essai. Il le qualifie d'  mais lui accorde un certain charme tout en conseillant à Mamadou Touré « d'apprendre sérieusement son métier (sans devenir pour cela prisonnier des lois de l'école) ». Jean Rouch considère quant à lui que ce « petit conte du folklore guinéen est d'un intérêt un peu mince ».
Le cinéaste guinéen Thierno Souleymane Diallo réalise en 2021 un documentaire intitulé Au cimetière de la pellicule où il se campe à la recherche de ce film perdu, occasion d'interroger l'Histoire du cinéma en Afrique et le sens d'être cinéaste si son public ne peut voir ses films. Il est présenté en première mondiale à la Berlinale 2023 et en première africaine au FESPACO 2023.